# NGC 3285
NGC 3285 је спирална галаксија у сазвежђу Хидра која се налази на NGC листи објеката дубоког неба.
Деклинација објекта је - 27° 27' 16" а ректасцензија 10h 33m 35,8s. Привидна величина (магнитуда) објекта NGC 3285 износи 12,1 а фотографска магнитуда 13,0. NGC 3285 је још познат и под ознакама ESO 501-15, MCG -4-25-19, AM 1031-271, IRAS 10312-2711, PGC 31217.